# Зоопарк майбутнього

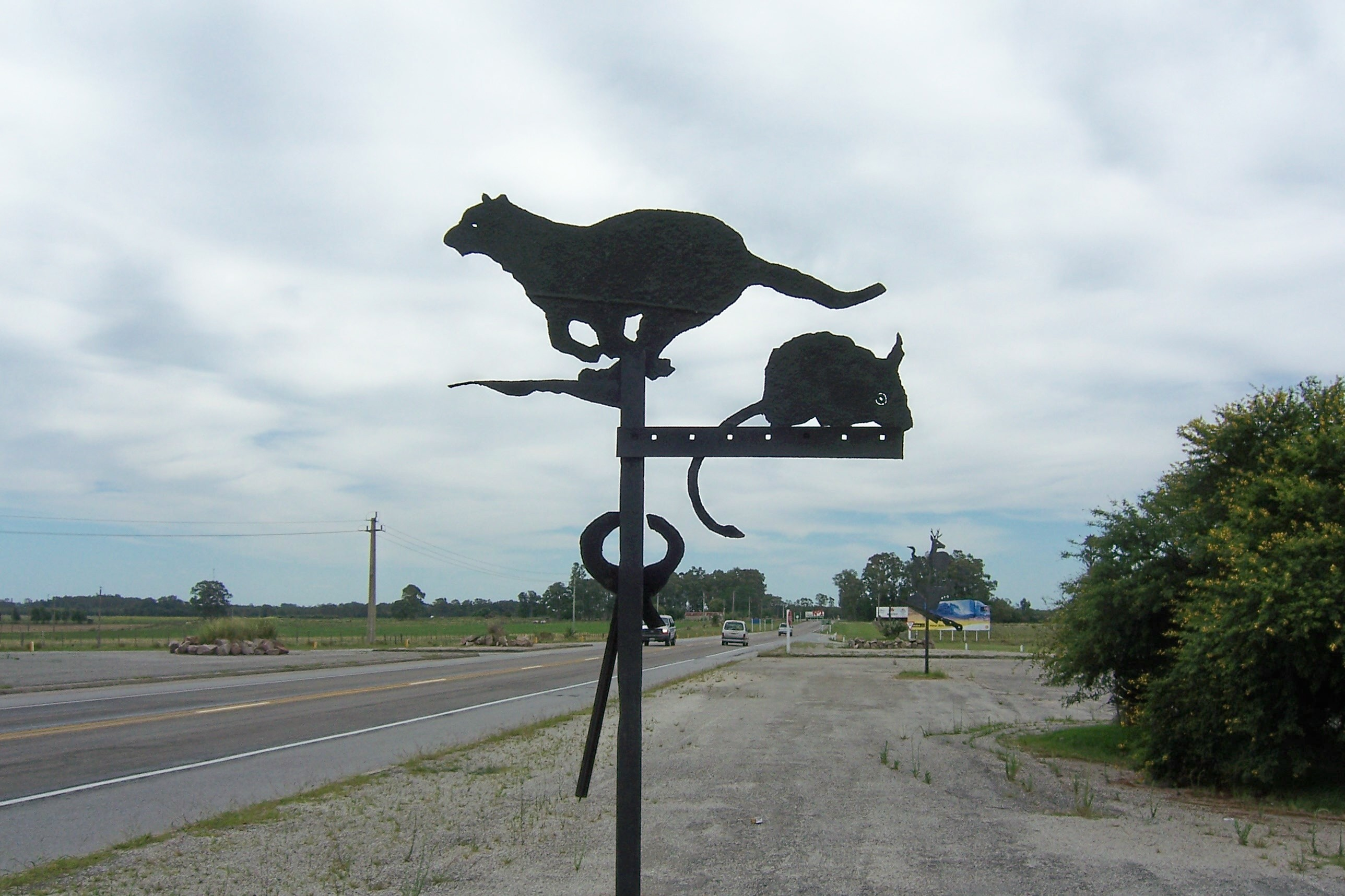
Зоопарк майбутнього.

"Зоопарк майбутнього" (ісп. Zoológico del futuro) - це комплекс скульптур, побудований Мартіном Арреґі, що знаходиться біля перехрестя автострад 3 і 23, трохи південніше від міста Тринідад, Уругвай.

Слід додати, що однією з ідей даного об'єкта був показ людського впливу на кліматичні зміни.

## Дивись також
- Зміна клімату
- Скульптура